# عقبان نسارية
العُقبان النّسارِية أو البانْدِيونيّة (الاسم العلمي: Pandionidae)، فصيلة من الجوارح تضم جنس واحد فقط وهو عقاب صائد السمك وتنحدر منه نوعان. أعطانه السواحل والجزر في أستراليا وجنوب شرق آسيا، والأرخبيل الإندونيسي.
الأنواع الموجودة:
| الصورة | الاسم العلمي      | الاسم الشائع    | التوزيع                                                              |
| ------ | ----------------- | --------------- | -------------------------------------------------------------------- |
|        | Pandion haliaetus | عقاب نساري غربي | توزيع عالمي                                                          |
|        | Pandion cristatus | عقاب نساري شرقي | أستراليا الغربية، الإقليم الشمالي، كوينزلاند، جنوب أستراليا وتسمانيا |

أنواع منقرضة:
- Pandion homalopteron Warter 1976
- Pandion lovensis Becker 1985